# Todd Cozzens
Todd Cozzens es un deportista estadounidense que compitió en vela en la clase Star. Ganó dos medallas en el Campeonato Mundial de Star, bronce en 1979 y plata en 1981, y una medalla de bronce en el Campeonato Europeo de Star de 1983.

## Palmarés internacional
| Campeonato Mundial | Campeonato Mundial          | Campeonato Mundial | Campeonato Mundial |
| Año                | Lugar                       | Medalla            | Clase              |
| ------------------ | --------------------------- | ------------------ | ------------------ |
| 1979               | Marstrand (Suecia)          | Medalla de bronce  | Star               |
| 1981               | Marblehead (Estados Unidos) | Medalla de plata   | Star               |
| Campeonato Europeo |                             |                    |                    |
| Año                | Lugar                       | Medalla            | Clase              |
| 1983               | Kiel (RFA)                  | Medalla de bronce  | Star               |

1. ↑  En algunas ediciones del Campeonato Europeo se permitió la participación de regatistas de otros continentes.